# مسجد بانصود
مسجد بانصود هو معلم تاريخي في شاهريخون، أوزبكستان، يعود تاريخه إلى أوائل القرن العشرين. يقع على بعد 27 كم من مدينة أنديجان.

## الخلفية
المسجد له مخطط مستطيل (31x12 متر) ويتكون من خانقاه ذات أربعة أعمدة، وساحة، وشرفة طويلة ذات سقف قبة. جدار الخانقاه مزخرف بألواح خشبية منحوتة، والأعمدة مصنوعة من الخشب مزخرفة بأنماط نباتية ومقرنصات (زخارف شبيهة بالخلايا). الشرفة بها كورنيش خشبي مزخرف بنمط متعرج. الأقواس أعلى من الأعمدة. السطح الخارجي لمسجد بانصود مغطى بالجبس، بينما السطح الداخلي مغطى ببلاط مزخرف، غالبًا بألوان زرقاء وخضراء. الجدران مزينة بآيات قرآنية وزخارف هندسية وزخارف نباتية. القبة ذات خلفية خضراء مع ميداليات برتقالية على شكل نجوم. الأقواس مزينة بمعلقات لامعة تحمل نقوشًا إسلامية. تم بناء مسجد بانصود بواسطة حرفيين محليين، وتم صنع البلاط بواسطة حرفيين من كوكان. يعتبر مسجد بانصود مميزًا في زخرفته الفريدة.
يُعزى بناء المسجد إلى أحد النبلاء المحليين المدعو ماتيسا بانصود، الذي كان يحترمه الناس بسبب كرمه وتقواه. وُلد ماتيسا بانصود في شاهريخون عام 1825. كان والده، ميرزو أوغاليق، شخصية بارزة في كوكان ومستشارًا مقربًا من مادالي خان. كان ماتيسا قائدًا ماهرًا وحصل على لقب "بانصود"، مما يعني "قائد خمسمئة". أدى ماتيسا بانصود فريضة الحج في سن الثالثة والستين. وبعد عودته من رحلته، تبرع بالمال لبناء مسجد بانصود كإسهام للإسلام. تم الانتهاء من بناء المسجد في عام 1888. شهد المسجد العديد من الأحداث التاريخية في فرغانة. وقعت انتفاضة شاهريخون عام 1916 بالقرب من المسجد. تم إجراء انتخابات اللجنة الثورية (ريفكوم) في عام 1919 وأول مؤتمر تأسيسي لجمهورية أوزبكستان الاشتراكية السوفياتية في مبنى المسجد. لاحقًا، تم إهمال المسجد وتركه بسبب تأثير الإلحاد. في الثلاثينيات، كتب شخص ما رسالة على الجدار الداخلي للمسجد، يحث الناس على عدم السماح بتدمير المسجد. نسخة من هذه الرسالة تُعرض الآن في متحف شاهريخون.
يعد مسجد بانصود موقعًا للتراث الثقافي ذو أهمية وطنية وهو تحت حماية الدولة. تم ترميم المسجد وإعادة بنائه على مدار 10 سنوات. تم دمج قاعة الصلاة والخانقاه والشرفة. تم إعادة بناء القباب القديمة المتضررة. تم إضافة منارة بارتفاع 21 مترًا، وبوابة مقوسة، ونافذة، وغرفة وضوء. تم إدراج مسجد بانصود في قائمة مواقع التراث الثقافي اليونسكو.
الجدران الخارجية لمسجد بانصود ليست مغطاة بالبلاط، لكنها تحتوي على نقوش خشبية منحوتة على غرار مساجد أخرى في وادي فرغانة. الإمام والخطيب في المسجد هو عبد الرزاقوف أنفار جون (حتى يونيو 2023).